# Chi Câu đằng
Chi Câu đằng hay chi Vuốt (danh pháp khoa học: Uncaria) là một chi thực vật có hoa trong họ Thiến thảo (Rubiaceae).

## Các loài
Chi Uncaria gồm các loài:
- Uncaria acida (W.Hunter) W.Hunter ex Roxb., 1824. Từ Bangladesh qua Đông Nam Á tới New Guinea.
- Uncaria africana G.Don, 1834. Châu Phi nhiệt đới, Madagascar, Comoros.
- Uncaria attenuata Korth., 1842. Từ quần đảo Andaman tới miền tây và miền trung Malesia, gồm cả Philippines.
- Uncaria barbata Merr., 1929. Miền tây Malesia.
- Uncaria bernaysii F.Muell., 1886. New Guinea tới quần đảo Solomon.
- Uncaria borneensis Havil., 1897. Từ Thái Lan bán đảo tới miền tây Malesia.
- Uncaria callophylla Blume ex Korth., 1842. Từ Malesia tới miền bắc Queensland.
- Uncaria canescens Korth., 1842. Từ Thái Lan bán đảo tới Sumatra.
- Uncaria cordata (Lour.) Merr., 1917. Từ Bangladesh qua Đông Nam Á tới New Guinea và miền bắc Queensland.
- Uncaria donisii E.M.A.Petit, 1957. Từ Gabon tới Cộng hòa Dân chủ Congo.
- Uncaria elliptica R.Br. ex G.Don, 1834. Borneo, Campuchia, Java, Malaysia bán đảo, Myanmar, Sri Lanka, Sumatra, Thái Lan.
- Uncaria gambir (W.Hunter) Roxb., 1824. Miền tây Malesia. Du nhập vào Bangladesh.
- Uncaria guianensis (Aubl.) J.F.Gmel., 1791. Từ Trinidad tới miền nam châu Mỹ nhiệt đới.
- Uncaria hirsuta Havil., 1897. Câu đằng lông. Hoa Nam, Đài Loan.
- Uncaria homomalla Miq., 1857. Assam, Bangladesh, Campuchia, Lào, Malaysia bán đảo, Myanmar, Sumatra, Thái Lan, Trung Quốc (trung nam, đông nam), Việt Nam.
- Uncaria kunstleri King, 1904. Tây Malesia.
- Uncaria laevigata Wall. ex G.Don, 1834 - Vuốt trái. Assam, Bangladesh, Lào, Myanmar, Thái Lan, Trung Quốc (trung nam, đông nam), Việt Nam.
- Uncaria lancifolia Hutch., 1916 - Vuốt mũi giáo. Trung Quốc (Vân Nam) tới miền bắc Việt Nam.
- Uncaria lanosa Wall., 1824 - Vuốt len. Quần đảo Andaman và Nicobar, quần đảo Bismarck, Borneo, Campuchia, quần đảo Caroline, Đài Loan, Java, quần đảo Sunda Nhỏ, Malaysia bán đảo, Maluku, Myanmar, New Guinea, Philippines, Queensland, quần đảo Solomon, Sulawesi, Sumatra, Thái Lan, Việt Nam.
- Uncaria longiflora (Poir.) Merr., 1917. Từ Thái Lan bán đảo qua Malesia tới Philippines và New Guinea. Có thể có ở quần đảo Solomon.
- Uncaria macrophylla Wall., 1824 - Vuốt lá to, câu đằng lá to. Từ Đông Himalaya về phía đông tới miền nam Trung Quốc (gồm cả Hải Nam) và Đông Dương.
- Uncaria nervosa Elmer, 1911. Maluku, Philippines, New Guinea, quần đảo Solomon.
- Uncaria orientalis Guillaumin, 1932. Quần đảo Bismarck, Maluku, New Guinea, quần đảo Solomon, Vanuatu.
- Uncaria ovata R.Br. ex Hook.f., 1882 không R.Br. ex Wall., 1832 không R.Br. ex Steud., 1841. Thái Lan bán đảo tới miền tây Malesia.
- Uncaria perrottetii (A.Rich.) Merr., 1913. Borneo, Philippines.
- Uncaria rhynchophylla (Miq.) Miq., 1867 - Câu đằng. Việt Nam, Hoa Nam, Đài Loan, nam Honshu, Kyushu.
- Uncaria rhynchophylloides F.C.How, 1946. Quảng Đông, Quảng Tây.
- Uncaria roxburghiana Korth., 1842. Miền tây Malesia tới Philippines.
- Uncaria scandens (Sm.) Wall., 1824 - Vuốt leo, móc ó, câu đằng leo, ưng trảo phong. Từ Himalaya qua Bangladesh về phía đông tới Hoa Nam và Đông Dương.
- Uncaria schlenckerae S.Moore, 1922. Papua New Guinea.
- Uncaria sessilifructus Roxb., 1820 - Câu đằng trắng. Từ tiểu lục địa Ấn Độ về phía đông tới Hoa Nam và miền bắc Đông Dương.
- Uncaria sinensis (Oliv.) Havil., 1897 - Câu đằng Trung Quốc. Từ miền trung Trung Quốc tới Việt Nam.
- Uncaria sterrophylla Merr. & L.M.Perry, 1944. New Guinea.
- Uncaria talbotii Wernham, 1913. Từ miền tây châu Phi nhiệt đới tới Cộng hòa Trung Phi.
- Uncaria tomentosa (Willd. ex Schult.) DC., 1830. Trung và nam châu Mỹ nhiệt đới, Trinidad.
- Uncaria velutina Havil., 1897. Philippines.

## Hình ảnh

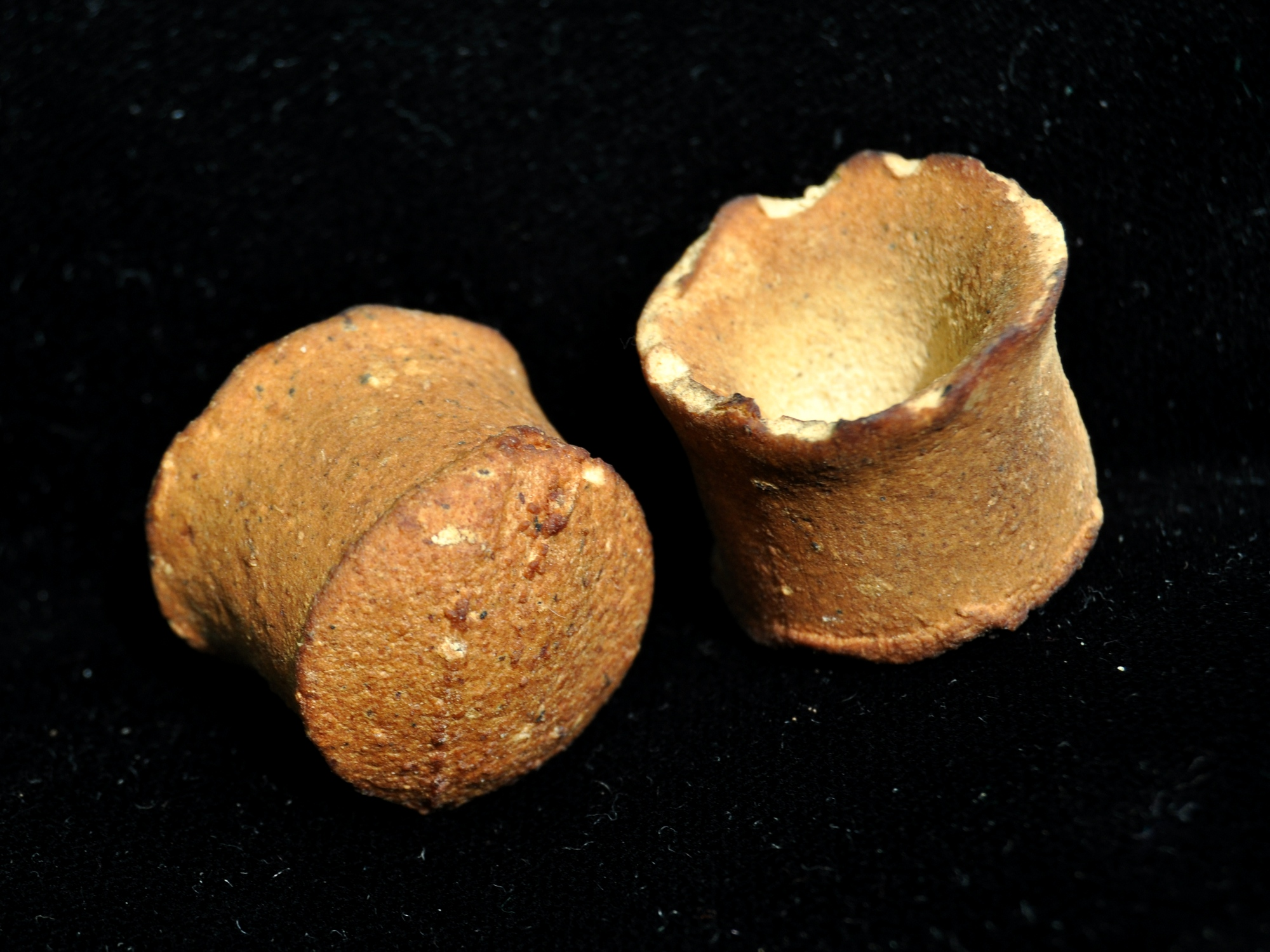
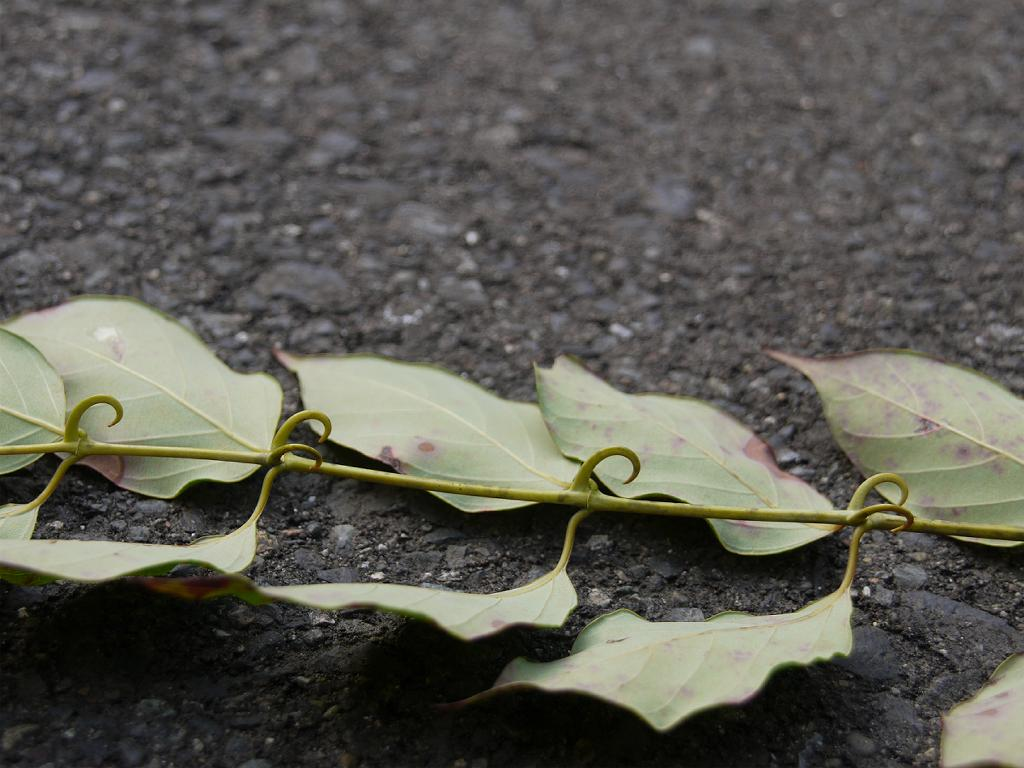
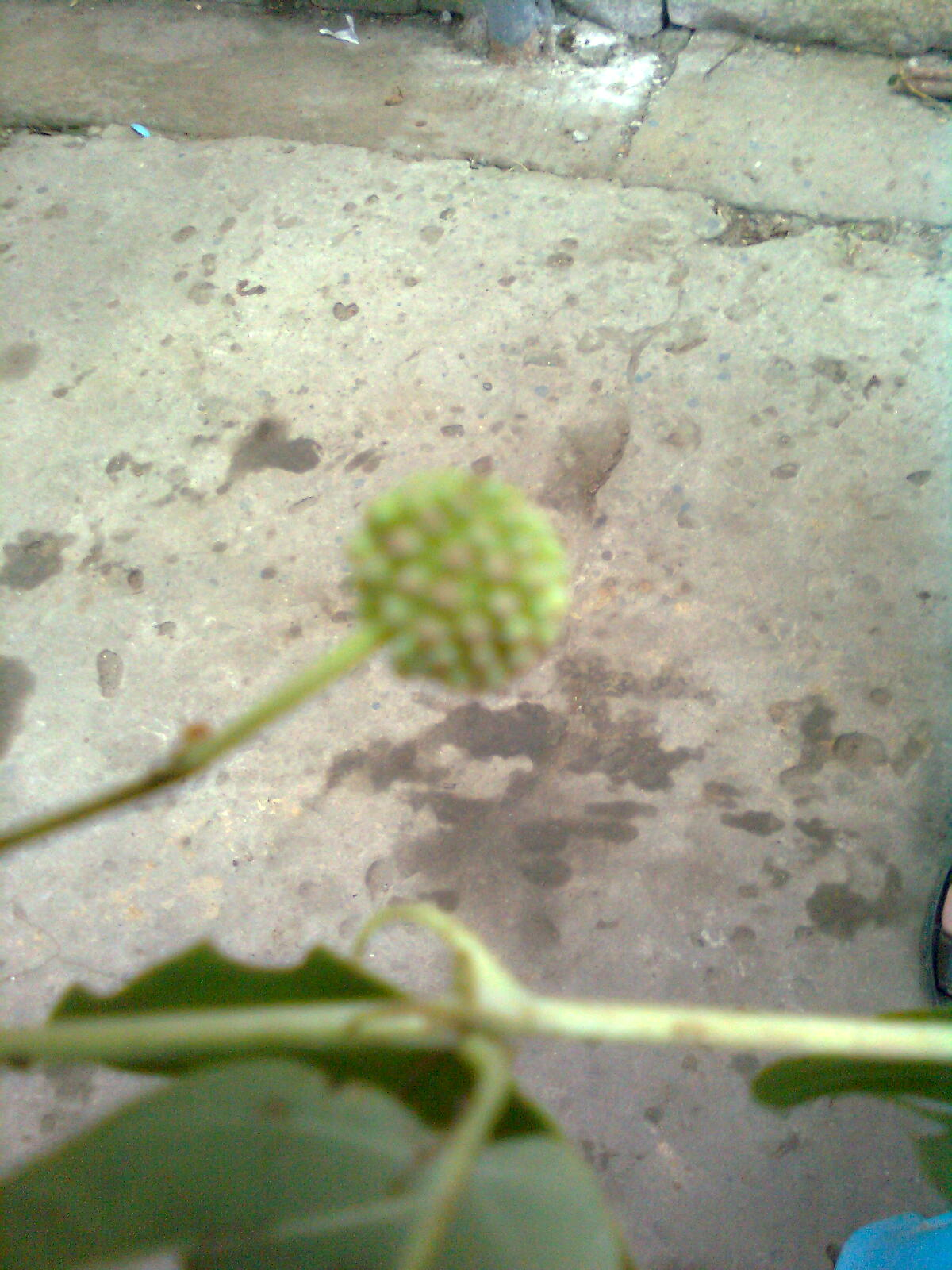